# 말씀-육신 기독론
말씀-육신 기독론(Logos-sarx christology, Logos-Sarx-Schema,  a Logos-sarx framework)는 창조주 하나님이 말씀으로 성육신되었다는 교리이다. 그것은 하나님의 아들 (말씀-인간)이 성육신한 것을 설명하는데 사용된다. 예수 그리스도가 인간이 되셨다는 것이다. 라오디케이아의 아폴리나리스(Apollinaris of Laodicaea)가 주장하였다. 요한복음 1장 14절에 나오는 호 로고스 삭스 에게네토(ho  logos sarx egeneto, ὁ λόγος σὰρξ ἐγένετο, 말씀이 육신이 되었다)라는 구절에서 처음 개념을 끌어내었다. 이 도식은 말씀이 육신이(σὰρξ) 되었지만(became human), 말씀이 몸(육체, soma, σῶμα)안에 들어오지(come into the body) 않는 것이다. 현대 신학자 카를 바르트 역시 이 주장을 강하게 하였다.